# Калиниченко, Елизавета Денисовна
Елизаве́та Дени́совна Калиниче́нко (5 декабря 1926 — 7 июня 1995) — советский новатор сельскохозяйственного производства. Герой Социалистического Труда (1948).

## Биография
Родилась 5 декабря 1926 года в селе Раздолье Первомайского района Харьковской области. Девичья фамилия — Быканова.
Образование — 4 класса. С 1940 по 1961 год работала звеньевой колхоза «Новая дружба» Алексеевского района Харьковской области. В 1947 году получила высокий урожай пшеницы, за что 7 мая 1948 года ей было присвоено звание Героя Социалистического Труда.
В 1961 году переехала в посёлок Безлюдовка Харьковского района Харьковской области. С 1964 по 1968 год работала в Харькове на заводе «ЖБК-13». Награждена двумя орденами Ленина и золотой звездой Героя Социалистического Труда.
Умерла 7 июня 1995 года. Похоронена в посёлке Безлюдовка, и её могила является памятником местного значения.